# جان گریفیث (بازیکن فوتبال، زاده ۱۸۷۶)
جان گریفیث (انگلیسی: John Griffiths؛ 1876 – 24 september ۱۹۵۳ (۷۶−۷۷ سال)) بازیکن فوتبال بود.
از باشگاه‌هایی که در آن بازی کرده‌است می‌توان به باشگاه فوتبال گریمزبی تاون و باشگاه فوتبال استون ویلا اشاره کرد.